# Lingua botlikh
La lingua botlikh o botlix (буйхалъи мицIцIи) è una lingua appartenente alla famiglia delle lingue caucasiche nordorientali, parlata dai Botlikh nel Daghestan sud-occidentale, in Russia.
Secondo una ricerca condotta da Koryakov nel 2006 è parlata da circa 5.500 persone.